# Marzauer Mühle
Die Marzauer Mühle ist eine ehemalige Bannmühle im mittleren Westerwald bei Wahlrod.
Die Mühle hat ihren Ursprung im 12. Jahrhundert. Urkundlich belegt ist die „Molle zu Mertzauer“ am Oberlauf der Wied seit 1453. Bis 1807 wurde die Mühle nur auf eine bestimmte Zeit verpachtet. Danach erfolgte die Belehnung des Nutzungsrechts in Form einer Erbleihe mit dem Recht der Übertragung auf die männlichen Nachkommen. 1789 trat erstmals ein Mitglied der Familie Jung als Zeitpächter auf. 1828 erhielt Hermann Jung die Mühle in Erbpacht. Mit deren Ablösung 1872 ging die Marzauer Mühle in das unumschränkte Eigentum der Müllerfamilie über.
Anfang des 18. Jahrhunderts hatte die Mühle zwei Steinmahlgänge, von denen jeder über ein eigenes Wasserrad verfügte. 1745 kam eine Schneidemühle hinzu. 1802/1805 entstand ein Neubau mit einer Säge, eigenem Wasserrad und separatem Mühlgraben. Noch 1946 versorgte ein oberschlächtiges Wasserrad die Mühle die Mahlwerke, anschließend übernahmen zwei Turbinen diese Aufgabe. 1982 wurde zur besseren Nutzung von Niedrigwasser eine neue Anlage mit 20 kW installiert. Die Mahlwerke, bestehend aus zwei Walzenstühlen, einem Schrotgang und einer Hammermühle sind noch voll funktionstüchtig und verarbeiten das im landwirtschaftlichen Hauptbetrieb erzeugte Getreide. Gegenwärtig (2014) ist die Mühlenanlage funktionsfähig und wird zur Schrotung von Futtermitteln genutzt. Die Wasserkraft wird zusätzlich zur Stromerzeugung herangezogen.